# Florichelifer aureus
Florichelifer aureus är en spindeldjursart som beskrevs av Clarence Clayton Hoff 1964. Florichelifer aureus ingår i släktet Florichelifer och familjen tvåögonklokrypare. Inga underarter finns listade i Catalogue of Life.